# Kadiria
Kadiria (em árabe: قادرية) é uma cidade e comuna localizada na província de Bouira, Argélia. Segundo o censo de 2008, a população total da cidade era de 22 327 habitantes.